# Дослідження Сатурна
Дослідження Сатурна здійснювалося виключно безпілотними апаратами. Здійснено три пролітні місії, які сформували розширену базу знань про систему. Космічний апарат «Кассіні — Гюйгенс», запущений у 1997 році, перебував на орбіті з 2004 по 2017 рік.

## Місії до Сатурна
Список попередніх і майбутніх місій до зовнішніх планет Сонячної системи (включаючи Сатурн) можна знайти в статті Список місій до зовнішніх планет.

## Прольоти повз Сатурн

### Проліт «Піонера-11»

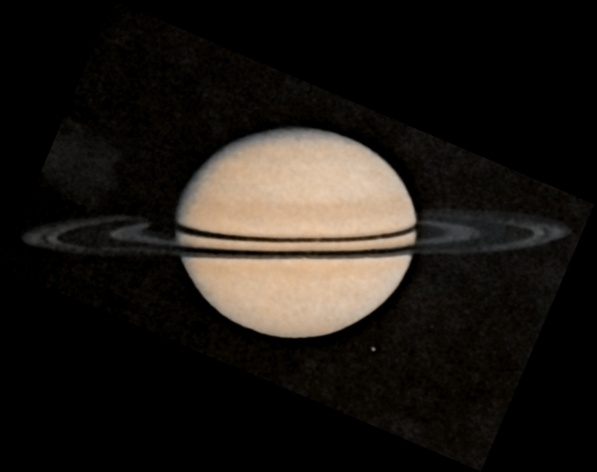
Знімок Сатурна, зроблений «Піонером-11».

Першим космічним апаратом, який відвідав Сатурн, був «Піонер-11», який пролетів повз нього у вересні 1979 року. Він пролетів на відстані 20 000 км від верхньої межі хмарного шару планети. Були отримані знімки планети та кількох її супутників із низькою роздільною здатністю, яка не давала змоги розрізнити особливості поверхні. «Піонер-11» досліджував також кільця Сатурна; серед його відкриттів — тонке кільце F і той факт, що темні проміжки в кільцях світлішають, якщо дивитися на них у напрямку до Сонця, — іншими словами, вони не порожні. Крім того, «Піонер-11» виміряв температуру супутника Сатурна Титана.

### Програма «Вояджер»
У листопаді 1980 року систему Сатурна відвідав зонд «Вояджер-1». Він надіслав перші зображення планети, кілець і супутників у високій роздільній здатності. Уперше на фотографіях було видно особливості поверхні різних супутників. Оскільки раніше було виявлено щільну атмосферу на Титані, контролери «Вояджера» в Лабораторії реактивного руху обрали для «Вояджера-1» близьке проходження повз Титан. Це значно розширило знання про його атмосферу, але водночас довело, що атмосфера Титана непроникна у видимому діапазоні довжин хвиль, тому жодних деталей поверхні побачити не вдалося. Проліт також змінив траєкторію «Вояджера-1», вивівши його з площини Сонячної системи, що завадило йому продовжити політ (Grand Tour) до Урана, Нептуна й Плутона (який у той час ще вважався повноцінною планетою).
Майже через рік, у серпні 1981 року, дослідження системи Сатурна продовжив «Вояджер-2». Було отримано більше зображень супутників Сатурна з невеликої відстані, а також докази того, що в його кільцях відбулися зміни. «Вояджер-2» прозондував верхні шари атмосфери Сатурна за допомогою радара і виміряв профілі її температури й густини. «Вояджер-2» виявив, що в найвищих шарах атмосфери, де тиск становить 7 кПа, температура Сатурна становить 70 K (−203 °C) — тобто на 70° вище абсолютного нуля, тоді як на найглибших виміряних рівнях (тиск 120 кПа) температура зростає до 143 K (−130 °C). Північний полюс Сатурна виявився на 10° холоднішим, хоча, можливо, це сезонне явище. На жаль, під час прольоту поворотна платформа з камерою на кілька днів застрягла, і частина запланованих знімків була втрачена. «Вояджер-2» скористався гравітацією Сатурна для зміни своєї траєкторії в бік наступного газового гіганта — Урана.
«Вояджери» виявили й підтвердили існування кількох нових супутників, які обертаються поблизу або навіть всередині кілець планети. Крім того, вони виявили в кільцях невеликі проміжки, які були названі на честь Максвелла й Кілера.

### Орбітальний апарат «Кассіні»

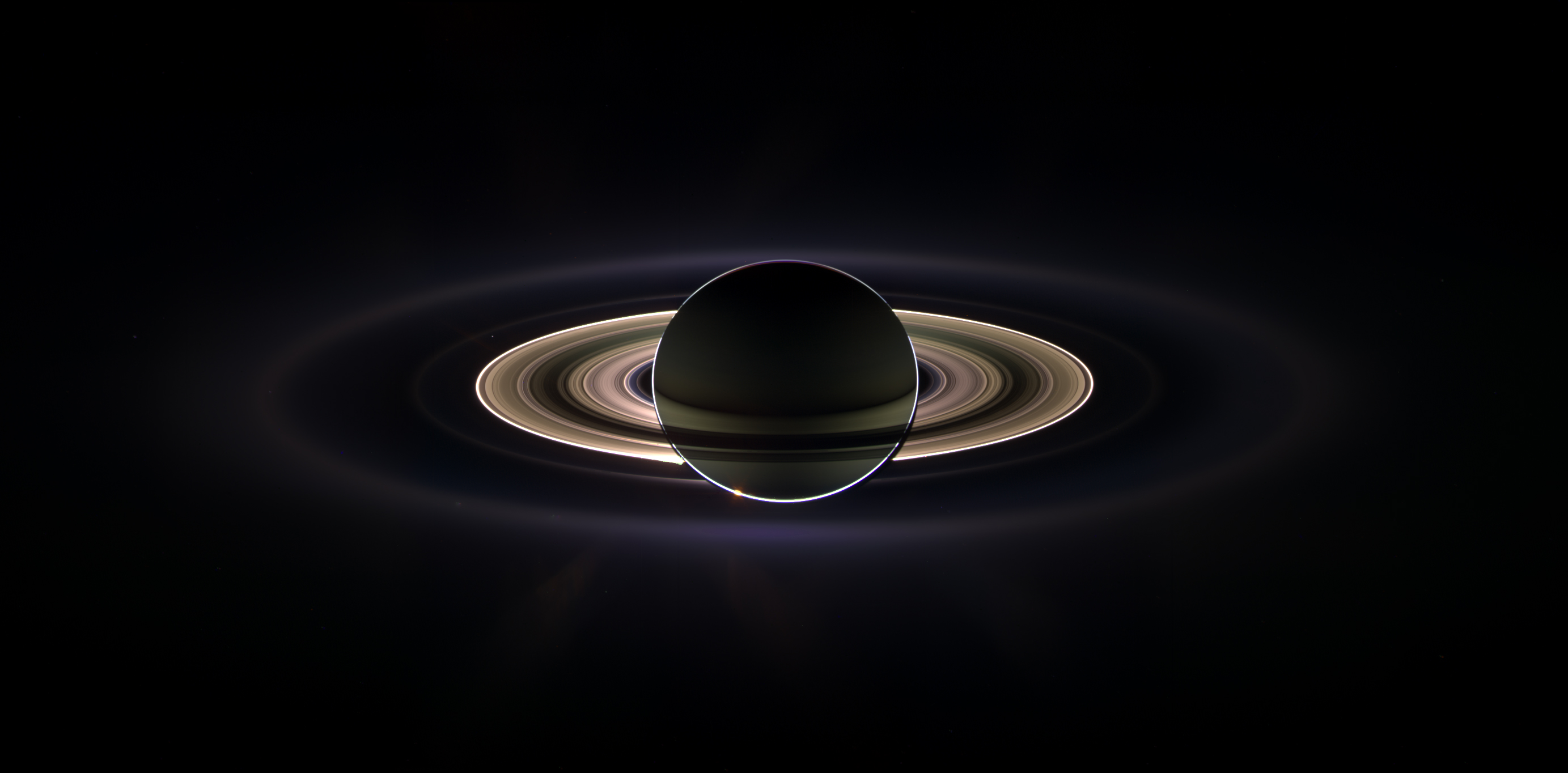
Сатурн затемнює Сонцке, вигляд з «Кассіні».

Анімація траєкторії руху «Кассіні» навколо Сатурна з 01.05.2004 до 15.09.2017.
«Кассіні»·
Сатурн·
Енцелад·
Титан·
Япет

1 липня 2004 року космічний апарат «Кассіні — Гюйгенс» виконав маневр SOI (Saturn Orbit Insertion) і вийшов на орбіту навколо Сатурна. «Кассіні» докладно вивчив систему ще до цього маневру. У червні 2004 року він здійснив близький проліт повз Фебу, надіславши дані і зображення з високою роздільною здатністю.
Здійснивши два обльоти Титана, 25 грудня 2004 року орбітальний апарат відпустив зонд «Гюйгенс». «Гюйгенс» спустився на поверхню Титана 14 січня 2005 року, неперервно надсилаючи дані під час спуску в атмосфері та після посадки. Протягом 2005 року «Кассіні» здійснив кілька прольотів повз Титан і крижані супутники.
10 березня 2006 року НАСА повідомило, що зонд «Кассіні» знайшов докази наявності на супутнику Сатурна Енцеладі рідкої води, яка вивергається гейзерами.
20 вересня 2006 року на фотографії, знятій зондом «Кассіні», було виявлено невідоме раніше планетне кільце, розташоване поза яскравішими основними кільцями Сатурна і всередині кілець G і E.
У липні 2006 року «Кассіні» побачив перші докази наявності вуглеводневих озер поблизу північного полюса Титана, які були підтверджені в січні 2007 року. У березні 2007 року додаткові знімки поблизу північного полюса Титана виявили вуглеводневі «моря», найбільше з яких за розмірами майже дорівнює Каспійському морю.
У 2009 році зонд виявив і підтвердив існування чотирьох невідомих раніше супутників Сатурна. Його основна місія завершилася у 2008 році, коли космічний апарат здійснив 74 витки навколо планети. У 2010 році зонд розпочав свою першу розширену місію — Cassini Equinox Mission. Друге продовження місії — Cassini Solstice Mission — тривало до вересня 2017 року. Місія завершилася 15 вересня 2017 року, після чого «Кассіні» заплановано увійшов в атмосферу Сатурна.

## Запропоновані місії
Місія Titan Saturn System Mission (TSSM) — спільна пропозиція НАСА і ЄКА для дослідження Сатурна та його супутників Титана й Енцелада, на яких нещодавня місія «Кассіні — Гюйгенс» виявила багато складних явищ. З TSSM конкурує за фінансування запропонована місія Europa Jupiter System Mission (EJSM). У лютому 2009 року було оголошено, що НАСА і ЄКА надали пріоритет місії EJSM перед TSSM, хоча TSSM продовжуватимуть аналізувати для визначення пізнішої дати запуску. Місія Titan Saturn System Mission (TSSM) стала результатом злиття місії ЄКА Titan and Enceladus Mission (TandEM) із флагманським дослідженням НАСА Titan Explorer 2007.
Інші запропоновані місії до системи Сатурна:
- 2010, JPL: Journey to Enceladus and Titan[en] (JET)[12].
- 2011: Titan Mare Explorer (TiME); водний спускний апарат, який мав би дослідити метанові озера супутника Титана. У травні 2011 року було виділено 3 млн дол. США для розробки детального концептуального дослідження цієї місії в рамках програми НАСА Discovery.
- 2012, DLR: Enceladus Explorer[en] (EnEx, посадковий модуль із «крижаним кротом»[13].
- 2012, JPL: Life Investigation For Enceladus[en] (LIFE), місія для повернення зразків[14][15][16].
- 2015, JPL: Enceladus Life Finder (ELF)[17].